# Goldpan Creek
Goldpan Creek är ett vattendrag i Kanada.   Det ligger i provinsen British Columbia, i den centrala delen av landet, 3 900 km väster om huvudstaden Ottawa.
Omgivningarna runt Goldpan Creek är i huvudsak ett öppet busklandskap. Trakten runt Goldpan Creek är nära nog obefolkad, med mindre än två invånare per kvadratkilometer.